# Кола Вілларсо

Анімація, що показує розрізання тора бідотичною площиною і два одержаних кола Вілларсо

У геометрії, кола Вілларсо — названо на честь французького астронома і математика Івона Вілларсо (1813—1883) — пара кіл, отримуваних при перерізі тора обертання «діагональною» дотичною площиною, що проходить через центр тора (ця площина автоматично виходить бідотичною).
Сукупності паралелей, меридіанів, і дві групи кіл Вілларсо укупі складають чотири попарно трансверсальних сукупності кіл на торі. Така ж властивість — мати чотири попарно трансверсальних сукупності кіл — притаманна конформним образам тора обертання, цикліди Дюпена.

## Ресурси Інтернету
- Вікісховище має мультимедійні дані за темою: Кола Вілларсо
- Weisstein, Eric W. Villarceau Circles(англ.) на сайті Wolfram MathWorld.
- Flat Torus in the Three-Sphere [Архівовано 30 квітня 2016 у Wayback Machine.]
- (фр.) The circles of the torus [Архівовано 7 квітня 2016 у Wayback Machine.] (Les cercles du tore)